# Frankfurt Kaiserstraße
Frankfurt Kaiserstraße ist ein deutscher Spielfilm aus dem Jahre 1981.

## Handlung
Das Bahnhofsviertel in Frankfurt am Main ist zu Beginn der 1980er Jahre heruntergekommen und ein Synonym für Drogenhandel, Junkies, Prostitution, Kriminalität und Menschenhandel. In diesen Strudel gerät die noch minderjährige Susanne, nachdem sie ihr wohlgeordnetes Elternhaus verlassen hat und hierher gekommen ist. Sie wollte endlich dem Dauerzoff mit ihren Eltern entgehen und zu ihrem Freund Rolf, der in der Nähe seinen Dienst bei der Bundeswehr ableistet, ziehen. Ihre Beziehung zu Rolf war letztlich auch der Hauptgrund, weshalb sich Susanne mit ihren Eltern entzweit hat. In Frankfurt hat Susanne Obdach bei ihrem schwulen Onkel Ossi gefunden. Auch Rolfs Wechsel zur Bundeswehr verläuft überaus schwierig. Rolf hat massive Anpassungsschwierigkeiten, die Vorgesetzten schikanieren ihn und die Konformität des Kasernenlebens, die endlose Langeweile, zermürben ihn bald. Auch vermisst er seine Freundin. Als er eines Nachts mit der Kantinenaushilfe Kris eine Zechtour unternimmt, erwacht er am nächsten Morgen in einer Zelle.
Susanne glaubt prompt, dass ihr Rolf etwas mit Kris gehabt haben muss, und trennt sich von ihm. Über Onkel Ossi gerät sie nun in das ihr bislang unbekannte Dirnen- und Zuhältermilieu. Der Wiener Loddel Johnny hat auf eine „Unschuld vom Lande“ wie Susanne gerade nur gewartet. Er schmeichelt ihr und stellt Susanne ein luxuriöses Apartment zur Verfügung. Susanne ist naiv genug, dass sie glaubt, dass Johnny all dies nur wegen ihrer schönen blauen Augen tut. Doch lange währt diese Illusion nicht. Johnny wittert das ganz große Geschäft: er will Susanne zu seiner Luxushure aufbauen, zum „besten Pferd im Stall“. Als sie Zeugin eines von Johnny begangenen Mordes wird, weiß das Mädchen instinktiv, dass sie schnellstmöglich vor dem schmierigen Zuhälter fliehen muss. Nun hat es Johnny auch auf sie abgesehen und will sie mundtot machen. Im letzten Moment kann sich Susanne seinem Zugriff entziehen und versucht, fern von Frankfurt, die zerbrochene Beziehung mit Rolf wieder zu kitten. Beide werden wohl eine gemeinsame Zukunft haben.

## Produktionsnotizen
Frankfurt Kaiserstraße entstand Mitte 1981 und wurde, je nach Quelle, am 1. oder 2. Oktober 1981 uraufgeführt.
Der Film wurde von der CTV 72 Film- und Fernsehproduktion GmbH aus München produziert, wo auch viele der Innenszenen gedreht wurden.
Die brünette Hauptdarstellerin Michaela Karger war ein ehemaliges Playmate und zeigte sich dementsprechend auch in diesem Film oben ohne.

## Kritiken
„Jugendreports sind auf der Leinwand gegenwärtig en vogue. Was mit ‚Christiane F.‘ begann soll nun mit ‚Frankfurt Kaiserstraße‘ fortgesetzt werden. Regie führt Deutschlands Jungfilmer der ersten Stunde, Roger Fritz, nach Jahren seine erste Inszenierung.“

„Optisch wirkungsvolle, aber verlogene Kolportage, die das Frankfurter Bahnhofsviertel zum deutschen Chicago und sich selbst zum Problemfilm hochstilisieren möchte.“